# 청풍 김씨
청풍 김씨(淸風金氏)는 충청북도 제천시 청풍면을 본관으로 하는 한국의 성씨이다.

## 역사
신라 제 56대 경순왕(敬順王)의 아들인 마의태자가 고려 태조 왕건의 신흥세력에 대항 할 길이 없어 경순왕이 항복을 논의하자 천년사직을 하루아침에 버릴 수 없다고 이를 반대하였으나, 고려에 귀부를 청하는 국서가 전달되자 개골산에 들어가 베옷을 입고 초근목피하였다. 이후 경순왕의 넷째아들 김정구의 17세손 김대유가 경주김씨에서 분파하였다. 김대유(金大猷)는 신라 대보공(大輔公) 시조 김알지(金閼智)의 후예인 장군(將軍) 김순웅(金順雄)의 12세손으로 고려 말에 문하시중(門下侍中)을 지내고 청성부원군(淸城府院君)에 봉해져, 후손들은 그를 시조로 하고 관향(貫鄕)을 청풍(淸風)으로 하여 세계(世系)를 이어오고 있다.
후손 문정공 김육(金堉)의 신도비에 의하면 선계는 신라에서부터 나왔다. 통일신라 말 왕자가 청풍(淸風)으로 피하여 살았는데 이로써 그 후손들이 청풍군(淸風郡) 사람이 되었다고 하였다. 족보 서문에는 여러 차례 환란과 병란(兵亂)을 겪어 보첩(譜牒)을 잃어버렸다고 한다. 
청풍 김씨는 조선조(朝鮮朝)에서 문과 급제자 103명(장원 급제자 6명), 상신(相臣 : 영의정·좌의정·우의정) 8명, 대제학(大提學) 3명, 왕비(王妃) 2명, 종묘배향공신을 4명을 배출하였다. 부자영상(父子領相) 김육 장남 김좌명(추증)·차남 김우명(추증)과 김재로, 김치인 부자가 있다. 특히 영의정 김육은 대동법을 창안해 잘못된 공납 제도로 신음하던 백성들을 도탄에서 구했다. 그의 손자 우의정 김석주는 대동법을 정착시키고 전국적으로 확대시켰을 뿐만 아니라 군역의 폐단도 시정했으며 스승 송시열과 함께 노론을 창립했다. 아울러 김우명의 딸 명성왕후는 현종의 정비이며 숙종의 친모이다. 김석주의 사촌이다. 효의왕후는 정조의 정비였다.

## 본관
청풍(淸風)은 충청북도 제천시(堤川市) 청풍면 일대의 지명이다. 고구려 때에는 사열이현(沙熱伊縣)이었다가 757년(신라 경덕왕 16)에 청풍(淸風)으로 고쳐 내제군의 영현이 되었다. 1018년(현종 9) 충주에 속하였다가, 1660년(현종 1) 부로 승격되었다. 1895년(고종 32) 지방제도 개정으로 청풍군이 되었고, 1914년 군면 폐합으로 제천군에 병합시켜 읍내면이라 하였다가, 1917년 청풍면이 되었다.

## 계파
판봉상시사공파(判奉常寺事公派), 청로상장군공파(淸虜上將軍公派),영동정공파(令同正公派) 상위계파와 청평군파, 사재공파, 부사공파, 부위공파, 봉사공파, 지평공파, 현령공파, 목사공파, 평양파, 토산파, 고성파, 판서공파, 집의공파, 동정공파, 포천파, 이천파, 의주파, 영흥파, 만휴공파 등이 있다.

## 항렬자
- 판봉상시사공파(判奉常時事公派)

| 17세     | 18세   | 19세   | 20세     | 21세   | 22세     | 23세   | 24세   | 25세     | 26세   | 27세     | 28세   | 29세   | 30세     | 31세   | 32세     | 33세   | 34세   | 35세     | 36세   | 37세     | 38세   | 39세   | 40세     |
| -------- | ------ | ------ | -------- | ------ | -------- | ------ | ------ | -------- | ------ | -------- | ------ | ------ | -------- | ------ | -------- | ------ | ------ | -------- | ------ | -------- | ------ | ------ | -------- |
| 口노(魯) | 치(致) | 종(鍾) | 口연(淵) | 동(東) | 口성(性) | 규(奎) | 진(鎭) | 口영(永) | 상(相) | 口용(容) | 희(喜) | 일(鎰) | 口한(漢) | 직(稷) | 口형(炯) | 기(基) | 선(善) | 口순(淳) | 병(秉) | 口환(煥) | 재(載) | 석(錫) | 口홍(泓) |

## 조선 왕실과의 인척관계
- 현종비 명성왕후 김씨
- 정조비 효의왕후 김씨
- 경녕군(태종의 서자)의 부인 청원부부인 청풍 김씨
- 정숙옹주(선조의 서녀) 사위 김좌명

## 족보
1. 옥하보(玉河譜 - 丁丑 1637年, 李朝 仁祖인조 15年)
2. 을미보(乙未譜 - 1715年, 李朝 肅宗숙종 15년)
3. 경오보(庚午譜 - 1750年, 李朝 英祖영조 26년)
4. 정사보(丁巳譜 - 1857年, 李朝 哲宗철종 8년)
5. 기미보(己未譜 - 1919年)
6. 무술보(戊戌譜 - 1958年)
7. 기사보(己巳譜 - 1989年)
8. 경인보(庚寅譜 - 2010年)

## 집성촌
- 충청북도 충주시 대소원면 금곡리
- 충청북도 청주시 강외면 쌍청리
- 충청북도 청주시 강외면 봉산리
- 경기도 광주시 남종면 귀여리
- 경기도 포천시 영중면 성동리
- 경기도 의왕시 왕곡동
- 인천광역시 강화군 하점면 신봉리
- 전북특별자치도 익산시 망성면 어량리
- 전북특별자치도 김제시 진봉면 신부리
- 전라남도 장흥군 부산면 내안리
- 경상북도 상주시 이안면 가장리
- 황해도 해주시
- 인천광역시 부평구

## 인구
- 1985년 82,882명
- 2000년 94,468명
- 2015년 110,815명